# Alo Mattiisen
Alo Mattiisen (22 april 1961 – 30 mei 1996) was een Estse muzikant en componist. Werken van zijn patriottische muziek werden gespeeld tijdens de Estse Zingende revolutie. Zijn bekendste werk is het lied Ei ole üksi ükski maa (Geen land is alleen), met tekst van Jüri Leesment. Mattiisen studeerde muziekpedagogie en compositie aan het Tallinns Staatsconservatorium. Naast zijn artistieke prestaties was hij lid van de band In Spe. Hij overleed op 35-jarige leeftijd aan een hartaanval. Het Betti Alver-museum in Jõgeva heeft een volledige afdeling gewijd aan zijn werk en leven.